# Ptolomeo III
Ptolomeo III Evergetes, Benefactor (griego: Πτολεμαίος Ευεργέτης), c. 282-222 a. C., tercer faraón de la Dinastía Ptolemaica. Gobernó en Egipto de 246 a 222 a. C.

## Biografía
Ptolomeo III sucedió a su padre Ptolomeo II Filadelfo. Se casó con Berenice de Cirene (actual Shahhat en Libia), soberana de Libia, gracias a lo cual extendió en gran medida sus dominios. Cuando la reina quedó viuda reinó sola. Su efigie aparece en monedas de la época. Una ciudad de Cirene llevó su nombre, Berenice; hoy se llama Bengasi.
Ptolomeo III tenía una hermana llamada Berenice Sira que se había casado con el rey seléucida Antíoco II Teos, aportando una sustanciosa dote. Antíoco estaba casado en primeras nupcias con una mujer llamada Laódice I, y tenía dos hijos con ella, el mayor llamado Seleuco II Calinico (que llegaría a reinar como Seleuco II Pogon, barbudo). Laódice fue repudiada y relegada a un segundo lugar, cosa que engendró en ella un gran odio y deseos de venganza. 
Algún tiempo después, Antíoco II mandó llamar de nuevo a su corte a su primera esposa que aprovechó la ocasión para envenenarle. A continuación hizo matar a Berenice, a su hijo (que era el pretendiente al trono) y a todos los miembros de la corte egipcios que habían llegado en el séquito de la reina. Ante estos hechos, Ptolomeo III organizó un ejército para acudir a Siria y combatir contra el nuevo rey seléucida Seleuco Calinico y contra su madre, para vengar de esa manera el asesinato de su hermana y su sobrino. Conquistó Siria, llegó hasta Babilonia y habría conquistado mucho más si no se hubiera tenido que volver a Egipto para sofocar una sedición.
Antes de emprender el regreso, saqueó el reino de Seleuco llevándose cuarenta mil talentos de plata y dos mil quinientas imágenes de dioses, muchas de ellas pertenecientes a Egipto, que habían sido robadas tras la invasión persa de Cambises II (525 a. C.). Fue esta hazaña, la devolución de las imágenes, la que le valió el apodo de Evergetes, Benefactor.
Al igual que su padre, Ptolomeo III protegió y promovió la cultura. Aumentó el número de volúmenes de la Biblioteca de Alejandría y encargó a Eratóstenes que se hiciera cargo de la misma, inició la construcción del templo de Horus en Edfu (237), e intentó establecer un nuevo y mucho más preciso calendario solar promulgando el Decreto de Canopus (marzo de 237). Además otorgó la plena ciudadanía alejandrina a los judíos y amparó su religión.
También restableció el poder naval egipcio en el Egeo y durante su reinado continuó la prosperidad que ya propició su predecesor.
A Ptolomeo III le sucedió Ptolomeo IV Filopator (el que ama a su padre).

## Testimonios de su época

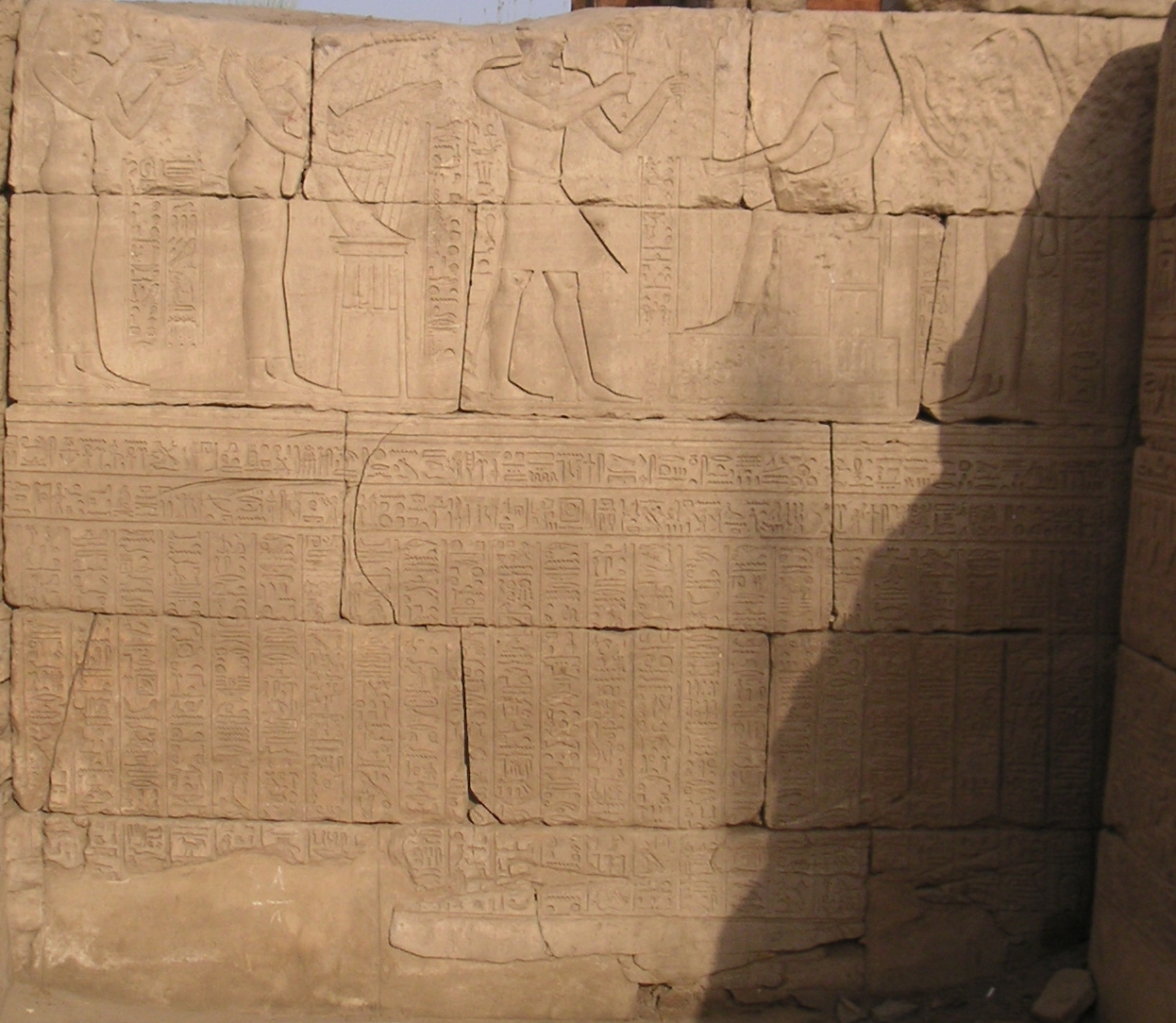
Bajorrelieve de la puerta de acceso al templo de Mut, en Karnak representando a Ptolomeo III acompañado de músicos, ante las diosas Mut y Sejmet.

El rey ordenó reconstruir el Serapeum de Alejandría y edificar otro en Canopus. 
- El «Ptolemeion», en Hermópolis Magna, para Ptolomeo III y Berenice II (Arnold 1999:164)
- Templo grande en Panópolis (Arnold 1999:164)
- Templo pequeño en Medamud (Arnold 1999:164)
- Pronaos en el templo de Amón, Mut y Jonsu, en Qasr el-Ghueda, El-Jarga (Arnold 1999:164)
- Edificios añadidos al templo en Karnak (Arnold 1999:164 - 168)
- Templo de Jnum en Ad-Dayr (Arnold 1999:168 - 169)
- Inició el templo de Horus en Edfu (Arnold 1999:169 - 171)
- Templo pequeño de Isis en Asuán (Arnold 1999:171)
- Trabajos constructivos en File (Arnold 1999:173)

El Decreto de Canopus, publicado por los funcionarios egipcios durante su reinado, incluía un ajuste del calendario egipcio, agregando un día más cada cuatro años. Esta reforma se puso en práctica dos siglos más adelante, bajo Julio César, y es conocida como calendario juliano.

## Titulatura
- Nombre de Horus: Hekennecheru remetyetheref.
- Nombre de Nebty: Qenunedytinecheruy nebmenjentamery.
- Nombre de Hor-Nub: Uerpehtiiriahet Nebhebusedmiptahtatyenen.

| Titulatura | Jeroglífico | Transliteración (transcripción) - traducción - (referencias) |

| U28 | R8 | U28 | R8 | F44 · N35 | C2 | C12 | U21 · N35 | S42 | S34 | S3 |

| U28 | R8 | U28 | R8 | F44 · N35 | C2 | C12 | U21 · N35 | S42 | S34 | S3 |

| U28 | R8 | U28 | R8 | F44 · N35 | C2 | C12 | U21 · N35 | S42 | S34 | S3 |

| U28 | R8 | U28 | R8 | F44 · N35 | C2 | C12 | U21 · N35 | S42 | S34 | S3 |

| U28 | R8 | U28 | R8 | F44 · N35 | C2 | C12 | U21 · N35 | S42 | S34 | S3 |

| U28 | R8 | U28 | R8 | F44 · N35 | C2 | C12 | U21 · N35 | S42 | S34 | S3 |

| U28 | R8 | U28 | R8 | F44 · N35 | C2 | C12 | U21 · N35 | S42 | S34 | S3 |

| U28 | R8 | U28 | R8 | F44 · N35 | C2 | C12 | U21 · N35 | S42 | S34 | S3 |

| U28 | R8 | U28 | R8 | F44 · N35 | C2 | C12 | U21 · N35 | S42 | S34 | S3 |

| U28 | R8 | U28 | R8 | F44 · N35 | C2 | C12 | U21 · N35 | S42 | S34 | S3 |

| U28 | R8 | U28 | R8 | F44 · N35 | C2 | C12 | U21 · N35 | S42 | S34 | S3 |

| U28 | R8 | U28 | R8 | F44 · N35 | C2 | C12 | U21 · N35 | S42 | S34 | S3 |

| U28 | R8 | U28 | R8 | F44 · N35 | C2 | C12 | U21 · N35 | S42 | S34 | S3 |

| U28 | R8 | U28 | R8 | F44 · N35 | C2 | C12 | U21 · N35 | S42 | S34 | S3 |

| U28 | R8 | U28 | R8 | F44 · N35 | C2 | C12 | U21 · N35 | S42 | S34 | S3 |

| U28 | R8 | U28 | R8 | F44 · N35 | C2 | C12 | U21 · N35 | S42 | S34 | S3 |

| Q3 · X1 | V4 | E23 · Aa15 | M17 | M17 | S29 | S34 | D&t&N17 | Q3 · X1 | V28 | U6 |

| Q3 · X1 | V4 | E23 · Aa15 | M17 | M17 | S29 | S34 | D&t&N17 | Q3 · X1 | V28 | U6 |

| Q3 · X1 | V4 | E23 · Aa15 | M17 | M17 | S29 | S34 | D&t&N17 | Q3 · X1 | V28 | U6 |

| Q3 · X1 | V4 | E23 · Aa15 | M17 | M17 | S29 | S34 | D&t&N17 | Q3 · X1 | V28 | U6 |

| Q3 · X1 | V4 | E23 · Aa15 | M17 | M17 | S29 | S34 | D&t&N17 | Q3 · X1 | V28 | U6 |

| Q3 · X1 | V4 | E23 · Aa15 | M17 | M17 | S29 | S34 | D&t&N17 | Q3 · X1 | V28 | U6 |

| Q3 · X1 | V4 | E23 · Aa15 | M17 | M17 | S29 | S34 | D&t&N17 | Q3 · X1 | V28 | U6 |

| Q3 · X1 | V4 | E23 · Aa15 | M17 | M17 | S29 | S34 | D&t&N17 | Q3 · X1 | V28 | U6 |

| Q3 · X1 | V4 | E23 · Aa15 | M17 | M17 | S29 | S34 | D&t&N17 | Q3 · X1 | V28 | U6 |

| Q3 · X1 | V4 | E23 · Aa15 | M17 | M17 | S29 | S34 | D&t&N17 | Q3 · X1 | V28 | U6 |

| Q3 · X1 | V4 | E23 · Aa15 | M17 | M17 | S29 | S34 | D&t&N17 | Q3 · X1 | V28 | U6 |

| Q3 · X1 | V4 | E23 · Aa15 | M17 | M17 | S29 | S34 | D&t&N17 | Q3 · X1 | V28 | U6 |

| Q3 · X1 | V4 | E23 · Aa15 | M17 | M17 | S29 | S34 | D&t&N17 | Q3 · X1 | V28 | U6 |

| Q3 · X1 | V4 | E23 · Aa15 | M17 | M17 | S29 | S34 | D&t&N17 | Q3 · X1 | V28 | U6 |

| Q3 · X1 | V4 | E23 · Aa15 | M17 | M17 | S29 | S34 | D&t&N17 | Q3 · X1 | V28 | U6 |

| Q3 · X1 | V4 | E23 · Aa15 | M17 | M17 | S29 | S34 | D&t&N17 | Q3 · X1 | V28 | U6 |

## Sucesión
| Predecesor: Ptolomeo II Filadelfo | Faraón de Egipto (Dinastía Ptolemaica) 246-222 a. C. como corregente Berenice II (246-221 a. C.) | Sucesor: Ptolomeo IV Filopátor |